# Verkiezingen voor het Europees Parlement 2014/Kandidatenlijst/CU-SGP

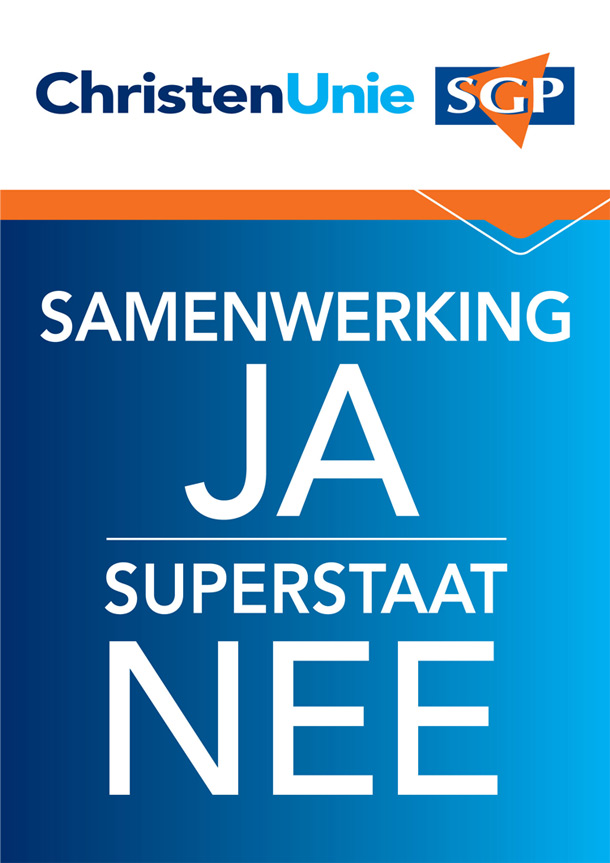
Campagneposter

De kandidatenlijst voor de Europese Parlementsverkiezingen 2014 van ChristenUnie-SGP (lijstnummer 8) is na controle door de Kiesraad als volgt vastgesteld:
1. Van Dalen P. (Peter) (m), Houten
2. Belder B. (Bas) (m), Apeldoorn
3. Van Eijle R.W. (Ruud) (m), Ermeio
4. Van der Graaf S.J.F. (Stieneke) (v), Groningen
5. Ruissen H.J.A. (Bert-Jan) (m), Krimpen aan den IJssel
6. Meijer L.E. (Leon) (m), Ede
7. Van den Berge H. (Henk) (m), Apeldoorn
8. Van der Schee-van de Kamp J.M. (Joanne), (v) Amersfoort
9. Broekema R. (Rinze) (m), Utrecht
10. Van Dijk D.J.H. (Diederik) (m), Benthuizen
11. Niemeijer-Schaap M.J. (Maaike) (v), Utrecht
12. Van Burg C. (Kees) (m), Spui
13. Beldman B. (Benjamin) (m), Amersfoort
14. Knevel M.K. (Mark) (m), Wassenaar
15. Brouwer E.J. (Evert-Jan) (m), Gouda
16. Minnema T.A.A. (Auke) (m), Zwolle
17. Donk R.A.C. (Richard) (m), Beekbergen
18. Bouwman A.G.A. (Andries) (m), Leeuwarden
19. Pleijsier J. (Jochem) (m), Houten
20. Tanis J.P. (Hans) (m), Sliedrecht

CDA-Europese Volkspartij · 
PVV (Partij voor de Vrijheid) ·
P.v.d.A./Europese Sociaaldemocraten ·
VVD ·
Democraten 66 (D66)-ALDE ·
GROENLINKS ·
SP (Socialistische Partij) ·
ChristenUnie-SGP ·
Artikel50 ·
IQ, de Rechten-Plichten-Partij ·
Piratenpartij ·
50PLUS ·
De Groenen ·
Anti EU(ro) Partij ·
Liberaal Democratische Partij ·
JEZUS LEEFT ·
ikkiesvooreerlijk.eu ·
Partij voor de Dieren ·
Aandacht en Eenvoud